# Parque Passaúna
O Parque Passaúna está localizado na porção oeste da cidade brasileira de Curitiba, capital do Estado do Paraná. 
Inaugurado em 1991, o "Passaúna" é um dos maiores parques da cidade e nele está localizado o reservatório de nome análogo, que abastece a cidade de Curitiba. Para chegar ao parque são necessários quase seis quilômetros de caminhada da Vila Augusta até a Vila São Pedro.
O reservatório do parque - que submergiu antigas olarias de tijolos da localidade - é formado pelo entancamento artificial do Rio Passaúna e abrange várias cidades, dentre elas Araucária, um dos maiores pólos econômicos da região.

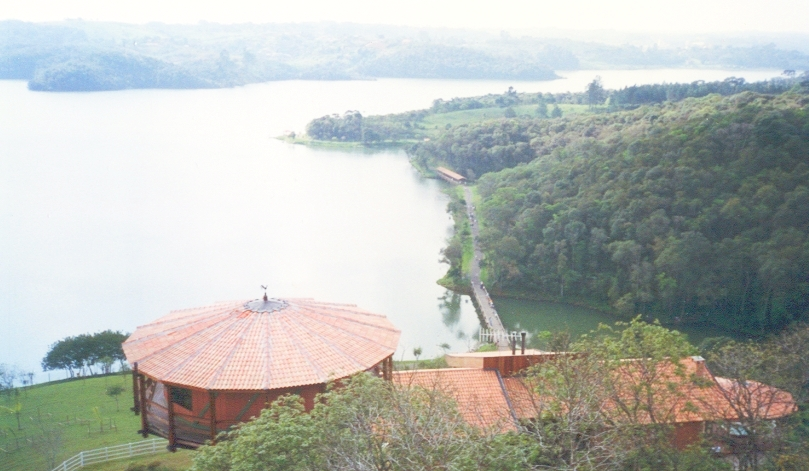
Olhando para a direita, a partir do mirante.

O parque conta com mais de 6,5 milhões de metros quadrados e uma fauna bastante variada, incluindo jaguatiricas, pacas, cotias, entre outros, e sua principal atração é um mirante de 12 metros de altura.